# Lago Lacha
El lago Lacha (del ruso: о́зеро Ла́ча - ózero Lacha/Lache) es un lago del noroeste de Rusia, situado en el óblast de Arcángel cerca de la ciudad de Kárgopol. Su superficie es de 356 km². Tiene 33 km de largo y 14 km de ancho, siendo su profundidad media de 1,6 m y su máxima de 5 m.
Etimológicamente su nombre quiere decir “lago de leche”, pero se ignora la razón de este nombre.
- Datos: Q373732